# Jimmy Forrest
James Robert "Jimmy" Forrest Jr. (født 24. januar 1920 i St. Louis, Missouri- død 26. august 1980 i Grand Rapids, Michigan, USA) var en amerikansk jazztenorsaxofonist.
Forrest har spillet med musikere som Count Basie, Duke Ellington, Miles Davis, Al Grey, Larry Young, Jo Jones, Blue Mitchell, Grant Green, Oliver Nelson, Joe Zawinul, Bennie Green, Charlie Persip, Howard McGhee etc. Han var både leder af egne grupper og var også sideman. Han er nok mest kendt for sin egen lp Night Train (1952), og Out of the Forrest (1961). Forrest spillede udelukkende tenorsaxofon i hele sin karriere. Han var sværvægtsbokseren Sonny Liston´s favorit musiker.

## Udvalgt Diskografi
- Night Train (1952)
- Black Forrest (1959)
- Forrest Fire (1960) - med Larry Young
- Out Of the Forrest (1961)
- Basie Big Band (1975) med Count Basie
- Live at the Barrel vol. 1 & 2 (1952) - med Miles Davis
- Grey´s Mood (1973-1975) med Al Grey
- Vamp ´til Ready (1960) med Jo Jones
- Soul Battle (1960) - med Oliver Nelson
- Blue Mitchel (1971) - med Blue Mitchell

## Eksterne Henvisninger
- om Jimmy Forrset på www.allmusic.com